# Tarnów Jezierny
Tarnów Jezierny (niem. Polnisch Tarnau) – wieś w Polsce położona w województwie lubuskim, w powiecie wschowskim, w gminie Sława, nad jeziorem Tarnowskim Dużym. Od dawna posiada renomę popularnego kierunku wakacyjnego, szczególnie wśród mieszkańców okolicznych miejscowości, jak i z dalszych zakątków Dolnego Śląska.
W latach 1975–1998 miejscowość administracyjnie należała do województwa zielonogórskiego.

## Nazwa
Miejscowość w XIX i XX wieku nosiła niemiecką nazwę Polnisch Tarnau. Po dojściu do władzy nazistów w przedwojennych Niemczech niemiecka administracja III Rzeszy w 1937 roku usunęła człon Polnisch z nazwy i zmieniła ją na nową – Tarnau am See, a w 1939 roku po raz kolejny dokonano zmiany na Tarnau

## Historia
Od XIII wieku Tarnów był siedzibą kasztelanii tarnowskiej należącej do książąt głogowskich. Gród położony wśród lasów, na przesmyku między dwoma jeziorami, otoczony został fosą i wałem. Do końca XVI w. właścicielami był ród Rechenbergów z Borowa Polskiego. W 1595 roku cesarz nadał ziemię Georgowi von Schönaichowi (1557-1619) z Siedliska. Od 1624 roku majątkiem zarządzał jego bratanek Jan zwany Nieszczęśliwym (Johannes von Schönaich), który wybudował tutaj pałacyk myśliwski.

## Zabytki
Do wojewódzkiego rejestru zabytków wpisany jest:
- pałacyk myśliwski, z 1624 roku, przebudowany w XX wieku.